# Espectroscopia electrónica de pérdidas de energía
Comúnmente llamada EELS por sus siglas en inglés (Electron Energy-Loss Spectroscopy), la espectroscopia electrónica de pérdidas de energía es una técnica de caracterización de materiales que estudia el movimiento vibracional de átomos y moléculas en y cerca de la superficie, mediante el análisis del espectro de energía de electrones de baja energía que inciden en y luego son esparcidos desde dicha superficie.
```
Electron: se incide con electrones

Energy-Loss: se miden pérdidas de energía

Spectroscopy: es una espectroscopia electrónica y vibracional
```

## Historia y desarrollo de la técnica
La técnica EELS fue originalmente propuesta y demostrada por Hillier y Baker

EELS fue la primera técnica espectroscópica vibracional  con posibilidades de barrer de una sola vez y con rapidez la región del infrarrojo (IR).
Hasta entonces los métodos IR como RAIRS (Reflection-Absorption IR Spectroscopy) para estudiar capas adsorbidas en superficies metálicas eran los más utilizados. Sólo se podían estudiar moléculas con momento dipolar químico grande como CO, NO, etc.

## REELS (Reflection Electron Energy-Loss Spectroscopy)
Una de las modalidades de la espectroscopia EELS es la espectroscopia de pérdidas de energía de electrones reflejados o REELS, que es la técnica mediante la cual una muestra es bombardeada con un haz de electrones de baja energía (E{\displaystyle _{0}} < 10 eV), con el fin de
medir la distribución de energía de los electrones reflejados.

Dicha distribución contiene información correspondiente a pérdidas discretas de energía de estos electrones reflejados debido a la excitación de estados vibracionales y plasmones. Provee información del tipo y la estructura geométrica de los compuestos en la superficie de la muestra, así como la posibilidad de estudiar las propiedades ópticas del material al obtener un cálculo de la densidad electrónica y la función dieléctrica (incluyendo el índice de refracción) mediante un análisis del espectro obtenido.

## Mecanismos y principio físico
EELS se desarrolló gracias a experimentos de esparcimiento (dispersión) de electrones en fase gas que al incidir sobre ciertas muestras permitían medir o conocer los estados electrónicos dentro de las moléculas.
Proceso:

Los electrones con energía de entre 0.1 keV y 10 keV inciden a través de una delgada capa del material de interés.

(Interactúan con los campos eléctricos superficiales producidos por las moléculas de los adsorbatos y los átomos del sustrato.)

Los electrones detectan los dipolos oscilantes presentes en la superficie. Dichos dipolos se deben a modos de vibración de los adsorbatos moleculares presentes.

(Los dipolos contribuyen (orientación normal) o contrarrestan (orientación paralela) los efectos dipolares en el vacío que se tenga sobre la superficie.)

También se detectan los enlaces de quimisorción con la superficie. Más aún, los fonones en la superficie de sustratos semiconductores (no metálicos) interactúan directamente con el haz de electrones.

A altas energías, el haz transmitido contiene electrones dispersados inelásticamente cuya energía ha sido disminuida en cantidades correspondientes a la frecuencia de absorción característica del sólido.

A energías menores, el haz reflejado es monitoreado buscando las mismas transiciones.

Los electrones sufren colisiones inelásticas.

Las energías con las que salen los electrones reflejados nos hablan de la composición y características de la muestra.